# Ahumado Granujo
Ahumado Granujo ist eine 1999 gegründete tschechische Grindcore-/Goregrind-Band aus Prag.

## Geschichte
Die Band wurde 1999 gegründet. Am 3. Juni 2000 erschien ihre erste Veröffentlichung, eine Split-EP mit CAD aus der Slowakei. 2003 folgte ein Splitalbum mit Utopia (Tschechien). 2003 veröffentlichte Ahumado Granujo ihr Debütalbum Splatter-Tekk über Downfall Records.
2004 wechselte sie zum auf Grindcore-Musik spezialisierten Label Khaaranus und veröffentlichte dort ihr Album Chemical Holocaust. Auch live war die Band präsent, so spielte sie zum Beispiel 2003 auf dem Obscene Extreme Festival in Trutnov. 2006 gab Ahumado Granujo – fünf Monate nach der Veröffentlichung des Albums Chemical Holocaust – ihre vorübergehende Trennung bekannt.
Im Januar 2010 gab die Band bekannt, dass sie unter dem Namen Ahumado Granujo Revival wieder live auftreten wird.

## Stil
Die Band spielt Goregrind mit sehr kurzen Liedern, die zwischen Midtempo und Highspeed liegen. Merkmale ihrer Musik sind der durch Pitch-Shifting zum größten Teil bis zur Unverständlichkeit veränderte Gesang und die genreuntypischen Techno-Elemente, die meist als Intro zu den Songs dienen.

## Diskografie
- 2000: El Tor (Napalmed; Split-EP mit CAD)
- 2002: Instrumenta Chirurgica (Downfall Records; Split-Album mit Utopia)
- 2002: Splatter-Tekk (Downfall Records, 2004 via Bizarre Leprous Production)
- 2006: Chemical Holocaust (Khaaranus)